# استعراش شووا
تم الترويج لاستعراش شووا أو إصلاح شووا (昭和維新 Shōwa Ishin) من قبل المؤلف الياباني كيتا إيكي في ثلاثينيات القرن العشرين، بهدف استعادة السلطة للإمبراطور شووا (هيروهيتو) الذي تولى العرش حديثًا وإلغاء ديمقراطية تايشو الليبرالية.  كانت أهداف "إصلاح شووا" مماثلة لإصلاح ميجي حيث أن المجموعات التي تصورتها تخيلت مجموعة صغيرة من الأشخاص المؤهلين يدعمون إمبراطورًا قويًا. لقد تصورت جمعية أزهار الكرز مثل هذا الإصلاح. 
كانت محاولة الانقلاب الفاشلة عام 1936 والمعروفة باسم حادثة 26 فبراير محاولة لإحداث ذلك، والتي فشلت لأنها لم تتمكن من تأمين دعم الإمبراطور.  استسلم المتآمرون الرئيسيون على أمل أن تؤدي محاكمتهم إلى تقدم القضية، وهو الأمل الذي أحبطته المحاكمات التي أجريت سراً. 
وعلى الرغم من فشل كل هذه المحاولات، إلا أنها كانت بمثابة الخطوة الأولى نحو صعود العسكرية اليابانية.